# فردریک هاملین
فردریک هاملین (انگلیسی: Frederick Hamlin; ۱۸ آوریل ۱۸۸۱ – ۷ آوریل ۱۹۵۱) دوچرخه‌سوار اهل بریتانیا بود.
وی در مسابقات کشوری و بین‌المللی در مجموع برندهٔ ۱ مدال نقره شده‌است.